# Syrphophagus nigricornis
Syrphophagus nigricornis är en stekelart som först beskrevs av Girault 1922.  Syrphophagus nigricornis ingår i släktet Syrphophagus och familjen sköldlussteklar. Inga underarter finns listade i Catalogue of Life.